# István Németh
Dans le nom hongrois Németh István, le nom de famille précède le prénom, mais cet article utilise l’ordre habituel en français István Németh, où le prénom précède le nom.
Pour les articles homonymes, voir Németh.
István Németh, né le 16 novembre 1979, à Körmend, en Hongrie, est un ancien joueur de basket-ball hongrois. 

## Palmarès
- Coupe de Pologne 2006